# Jivina (okres Beroun)
Obec Jivina se nachází v okrese Beroun, kraj Středočeský, 7 km jihozápadně od města Hořovice. Žije zde 197 obyvatel.
Sousedními obcemi sídla jsou Komárov, Kleštěnice, Chaloupky, Zaječov, Olešná v okrese Beroun.

## Název
Lidově se obec nazývala Ivina. Tento název je odvozen od bohatého porostu vrby jívy, jívové porostliny, která se v obci nacházela ve velmi hojné míře. Z Iviny vznikl časem současný název obce Jivina.

## Historie
Na počátku 14. století byla Jivina částí majetku pánů z Hazmburka na Valdece. V roce 1368 daroval pan Zbyněk Zajíc z Valdeka půl vsi Jiviny klášteru Svaté Dobrotivé. Tento rok je také první dochovanou písemnou zmínkou o obci. Druhou část vlastnil Kryštof z Gutštejna, který zastavil v roce 1490 část obce, včetně obyvatelstva, panu Kunatovi Pešíkovi z Komárova. V zástavě zůstala Jivina až do roku 1513. Později byla Jivina od Pešíků vyplacena Janem mladším z Valdštejna a tato část byla připojena k Točníku, s nímž byla v roce 1537 prodána Ferdinandem I. panu Janu z Lobkovic ze Zbiroha. Rod Lobkoviců získal i klášter Svaté Dobrotivé a s ním tedy i druhou část Jiviny. Od té doby, až do roku 1848, celá ves patřila ke zbirožskému panství.

## Přírodní poměry
Obec Jivina (okres Beroun, kraj Středočeský), nacházející se pod horou s názvem „Jivina“, leží u silnice II/117, 6.5 km JZ od Hořovic v nadmořské výšce 480 až 525 m. Hora má ve skutečnosti dva vrcholy. První, na kterém je umístěn převaděč TV signálu (v současných mapách má 612 m, dříve 609 m) a druhý, který je o něco vyšší (620 m). Rybníček měl původně o něco větší rozlohu a jeho hráze byly vytvořeny pouze vyskládáním kamenů na sebe. Památná lípa srdčitá roste pod domem č. p. 56 a pochází z poválečné doby.

## Obyvatelstvo

### Územněsprávní začlenění
Dějiny územněsprávního začleňování zahrnují období od roku 1850 do současnosti. V chronologickém přehledu je uvedena územně administrativní příslušnost obce v roce, kdy ke změně došlo:
- 1850 země česká, kraj Praha, politický okres Hořovice, soudní okres Zbiroh[5]
- 1855 země česká, kraj Praha, soudní okres Zbiroh
- 1868 země česká, politický okres Hořovice, soudní okres Zbiroh
- 1896 země česká, politický okres Rokycany, soudní okres Zbiroh[6]
- 1939 země česká, Oberlandrat Plzeň, politický okres Rokycany, soudní okres Zbiroh[7]
- 1942 země česká, Oberlandrat Praha, politický okres Rokycany, soudní okres Zbiroh[8]
- 1945 země česká, správní okres Rokycany, soudní okres Zbiroh[9]
- 1949 Pražský kraj, okres Hořovice[10]
- 1960 Středočeský kraj, okres Beroun
- 2003 Středočeský kraj, obec s rozšířenou působností Hořovice

### Rok 1932
V obci Jivina (350 obyvatel) byly v roce 1932 evidovány tyto živnosti a obchody: 2 hostince, kovář, mlýn, pila, 2 obchody se smíšeným zbožím, 2 trafiky.
| Rok  | Obyv. | ± %     |
| ---- | ----- | ------- |
| 1869 | 449   | —       |
| 1880 | 405   | −9,8 %  |
| 1890 | 379   | −6,4 %  |
| 1900 | 385   | +1,6 %  |
| 1910 | 376   | −2,3 %  |
| 1921 | 347   | −7,7 %  |
| 1930 | 349   | +0,6 %  |
| 1950 | 301   | −13,8 % |

| Rok  | Obyv. | ± %     |
| ---- | ----- | ------- |
| 1961 | 268   | −11 %   |
| 1970 | 253   | −5,6 %  |
| 1980 | 194   | −23,3 % |
| 1991 | 177   | −8,8 %  |
| 2001 | 180   | +1,7 %  |
| 2011 | 183   | +1,7 %  |
| 2021 | 207   | +13,1 % |
| 2024 | 197   | −4,8 %  |

## Školství, kultura, sport

#### Obecná škola
Na obecné škole škole se začalo vyučovat 15. ledna 1883. Před tím byla obec přiškolena ke Saté Dobrotivé. Škola byla tehdy pouze jednotřídní. Dne 9. září 1910 byla výnosem zemské školní rady škola rozšířena na dvoutřídní. Budova školy původně sloužila jako hostinec. Ke zrušení vyučování na zdejší škole došlo v roce 1962, kdy děti přestoupily do Základní školy v Komárově.

#### Sbor dobrovolných hasičů
Dne 14. února 1909 byla svolána ustavující valná hromada Sboru dobrovolných hasičů v Jivině. Hasičský sbor v obci prošel za dobu svého trvání několika změnami společenských řádů a politických převratů, ale i přesto si udržel svoje poslání POMOC BLIŽNÍMU PŘI OHROŽENÍ ŽIVOTA A MAJETKU. 

#### Kulturní akce
SDH Jivina v současné době zajišťuje většinu kulturních akcí, jako je Hasičský ples, Posvícenskou zábavu, Staročeské máje, Štědrovečerní blahopřání spoluobčanům a přání k jubileím svých členů. Pro děti školou povinné připravují vítání prázdnin a pro nejmenší různé soutěže, opékání buřtů, drakiádu a vánoční diskohrátky.

## Doprava
Dopravní síť
- Pozemní komunikace – Obcí prochází silnice II/117 Žebrák - Hořovice - Jivina - Strašice - Spálené Poříčí.
- Železnice – Železniční trať ani stanice na území obce nejsou.

Veřejná doprava 2011
- Autobusová doprava – V obci zastavovaly autobusové linky Hořovice-Komárov-Strašice (v pracovní dny 7 spojů, o víkendu 2 spoje), Olešná-Praha (v pracovní dny 1 spoj do Prahy) a Hořovice-Plzeň (v pracovní dny 4 spoje) (dopravce PROBO BUS, a. s.).

## Galerie

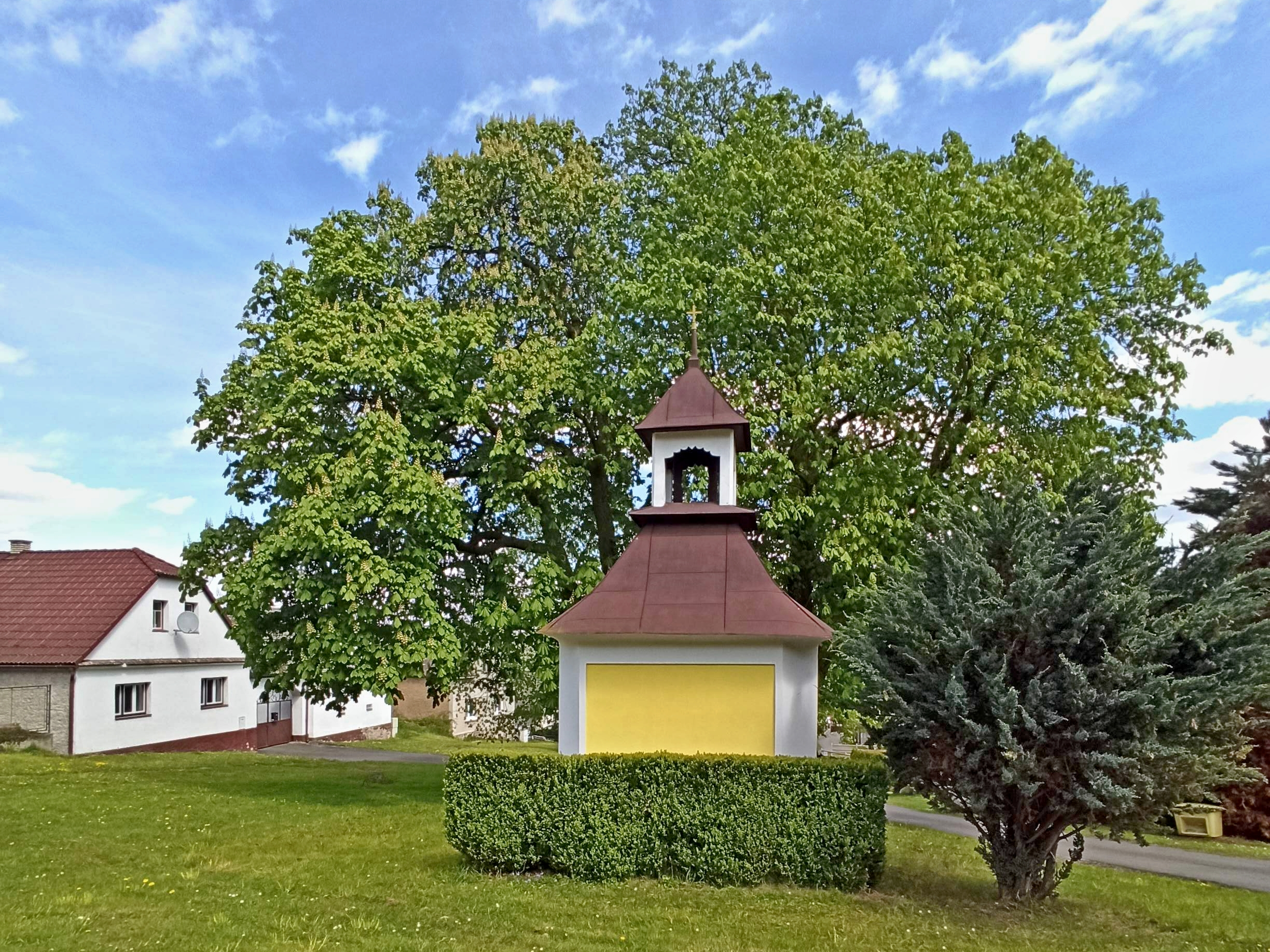
Náves
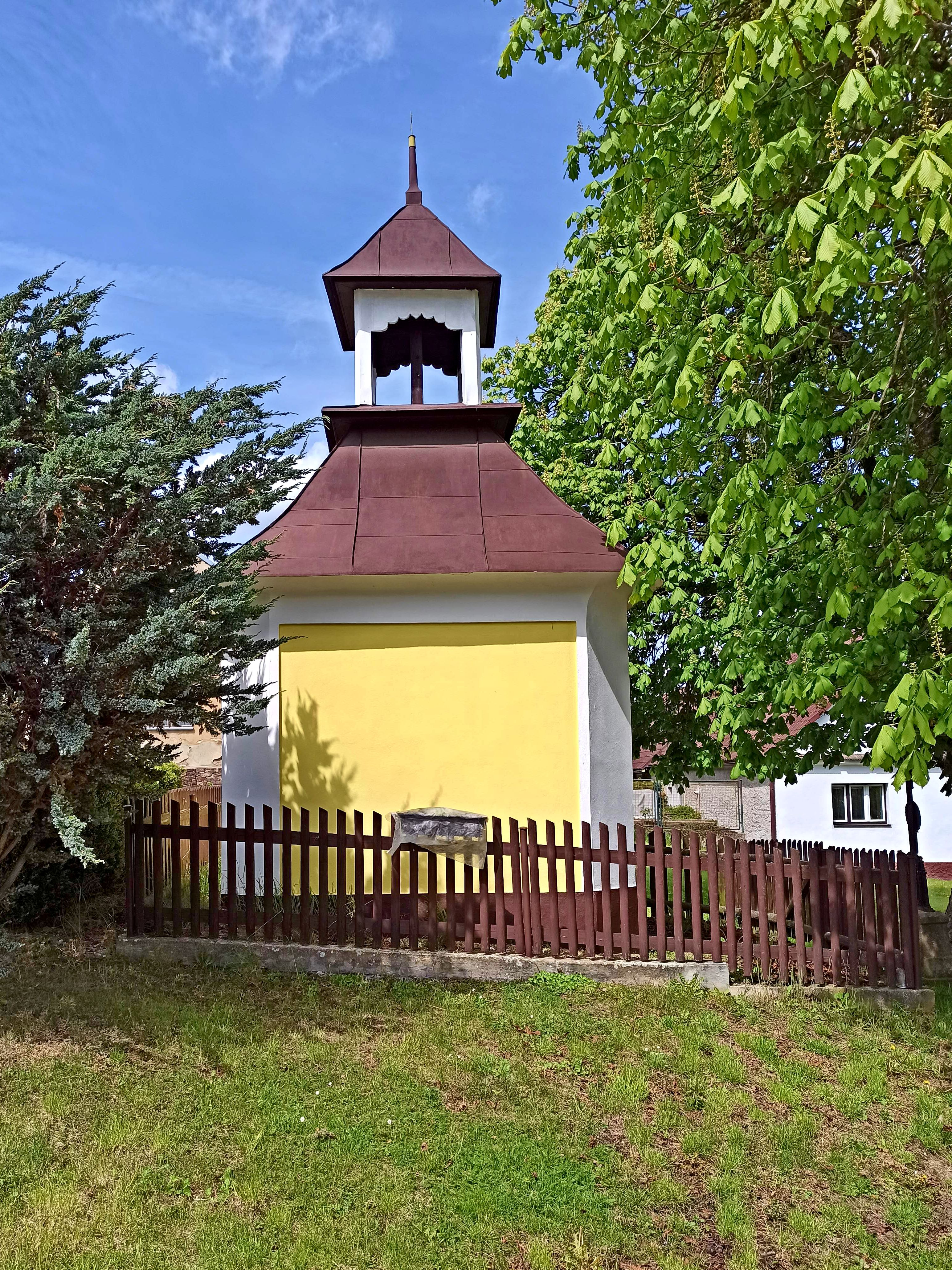
Zvonička
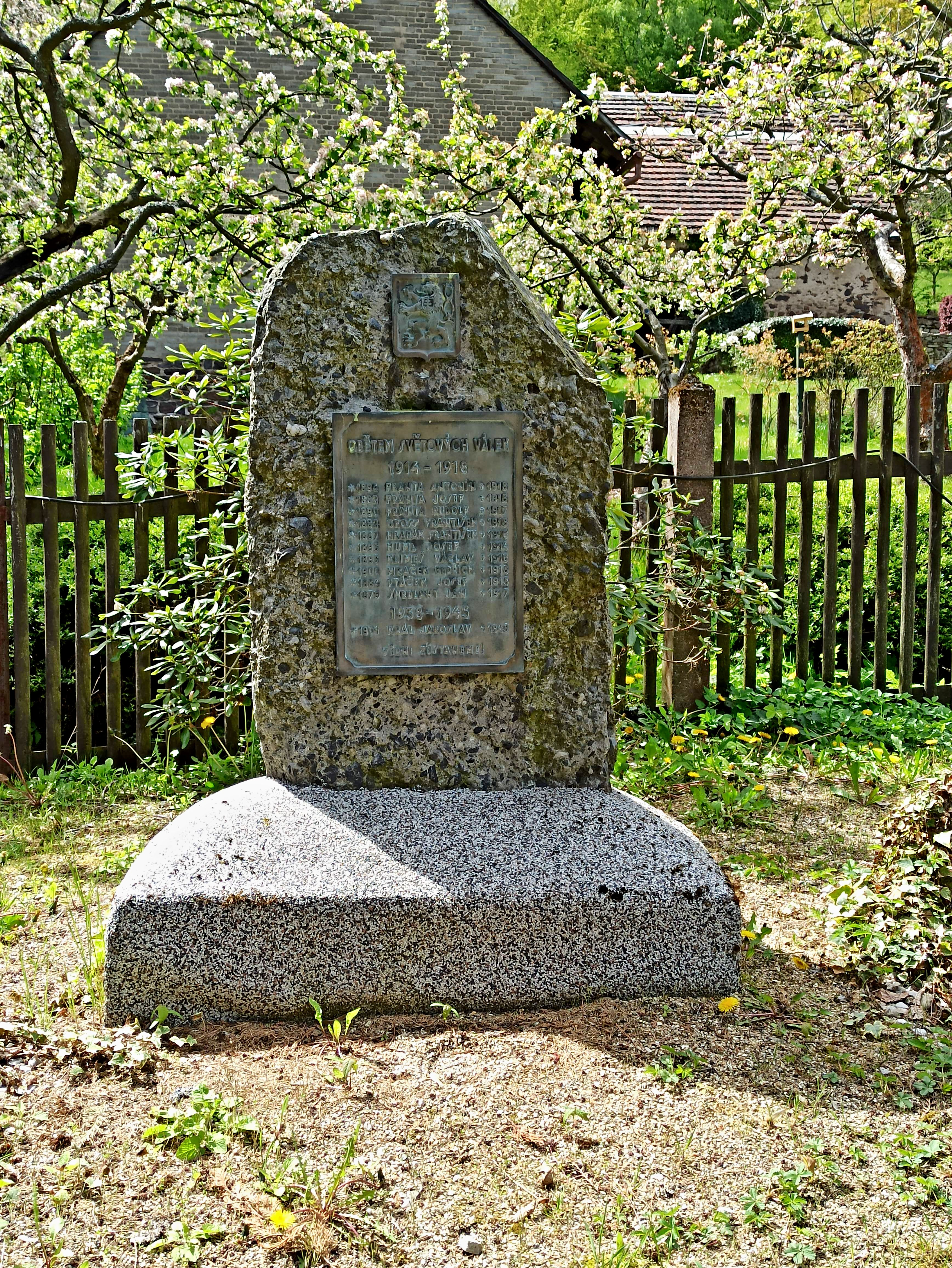
Pomník padlým
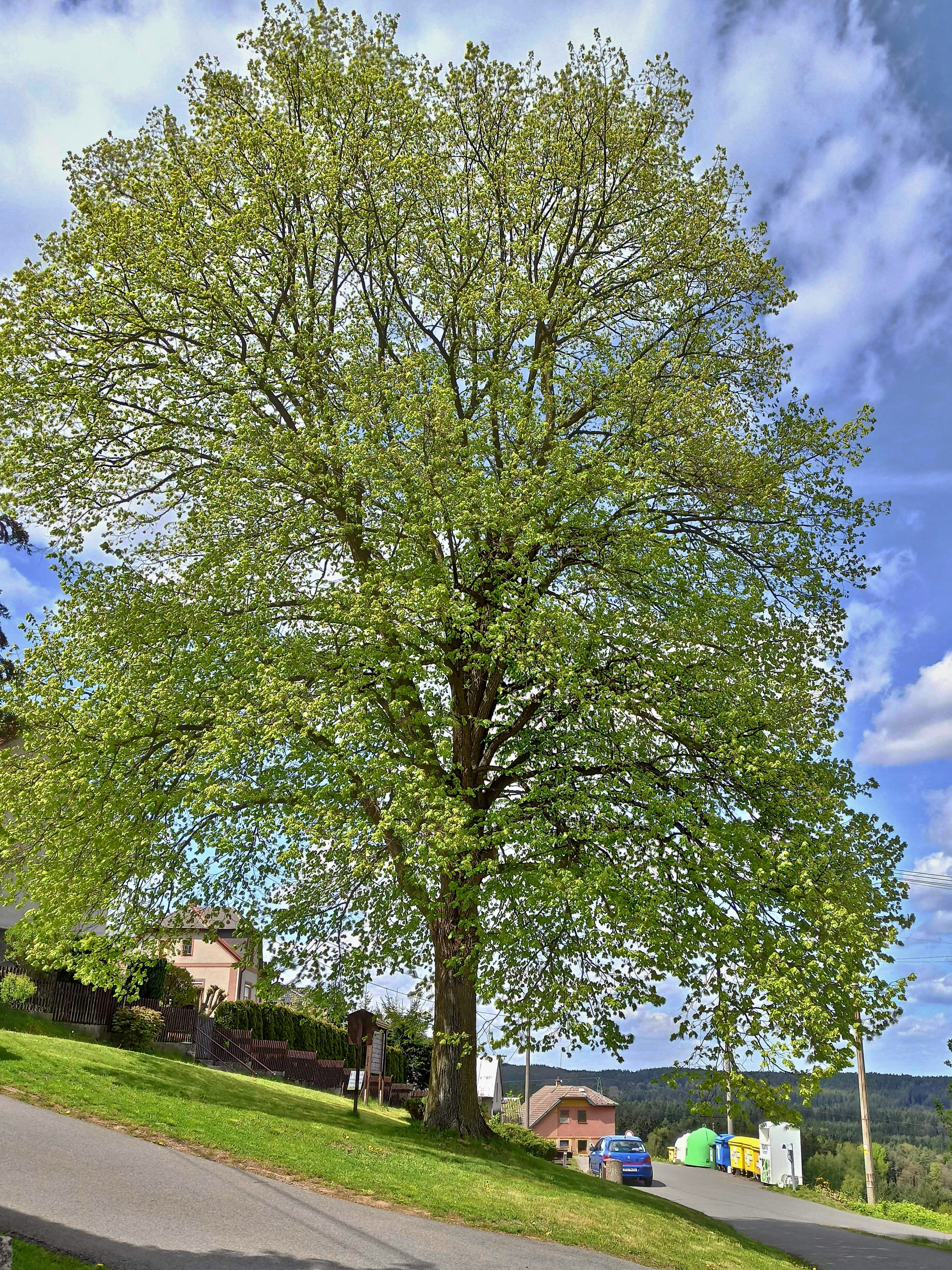
Památná lípa
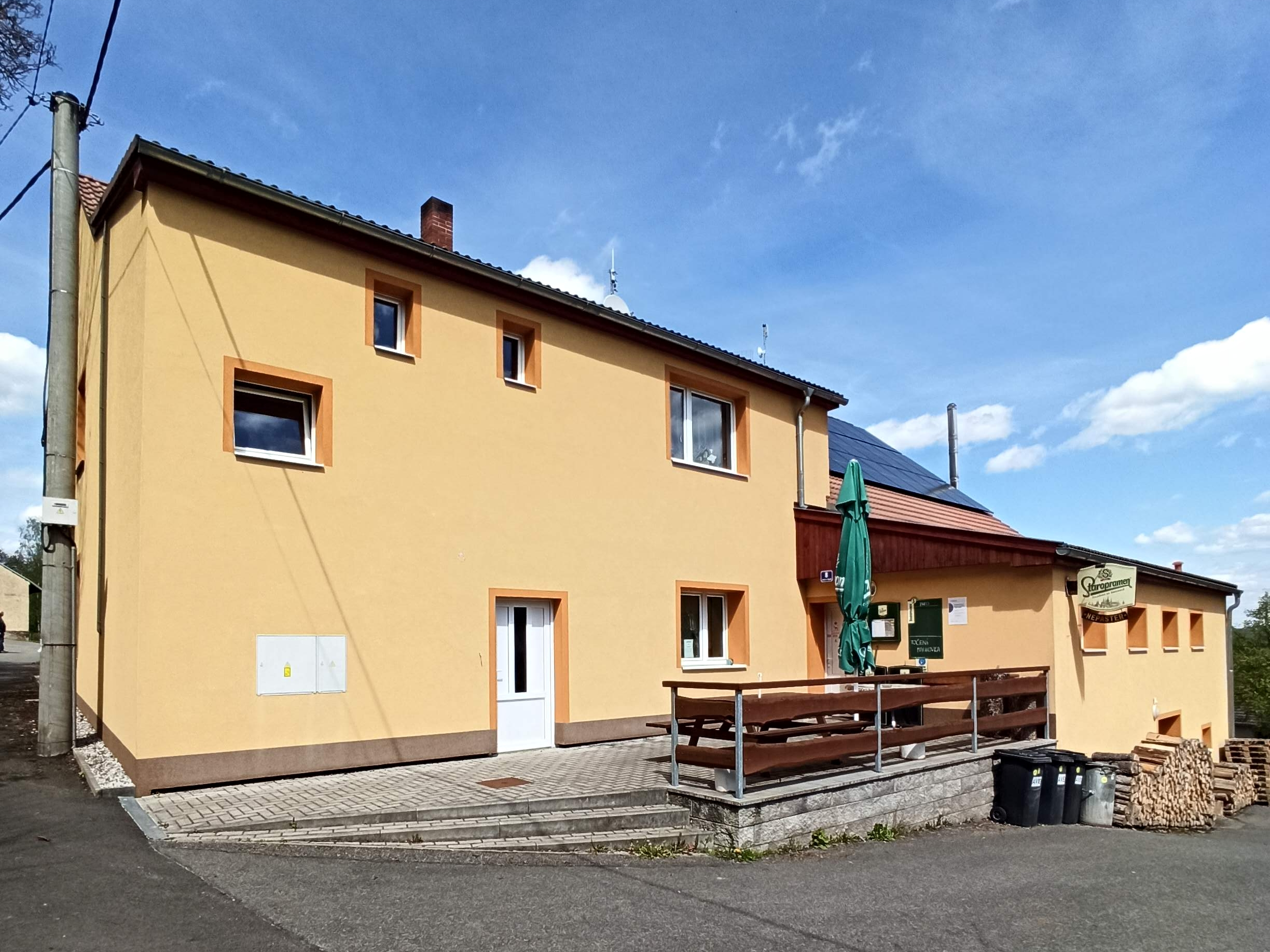
Hostinec u Baslů
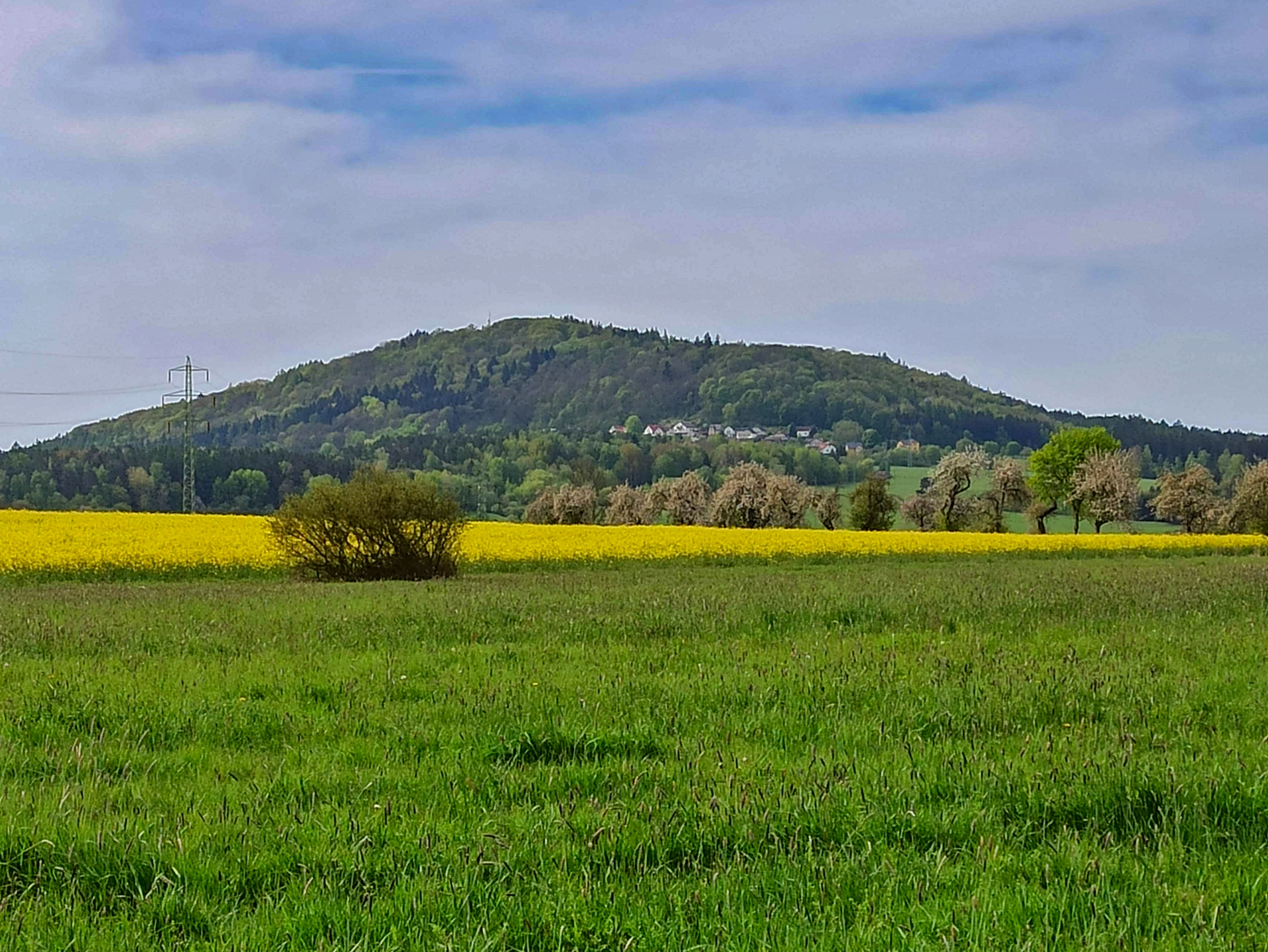
Jivina hora